# Alphonse Perregaux
Pour les articles homonymes, voir Perregaux.
Alphonse-Claude-Charles-Bernardin, comte Perregaux (Paris, 29 mars 1785 - Paris, 9 juin 1841), est un haut fonctionnaire et homme politique français.

## Biographie
Fils de Jean-Frédéric Perregaux, Alphonse Perregaux entra comme auditeur des finances au conseil d'État. Auditeur près le ministre du Trésor public et la section des finances en 1805, il fut attaché entre 1806 et 1808 aux ministres des finances et du Trésor public et à la section des finances. Il est auditeur à la commission des pétitions en 1809 et en 1811. Auditeur de première classe en service ordinaire près des ministres des finances et du Trésor impérial en 1812 et 1813, il peut assister aux séances du Conseil présidées par l'Empereur.
Il remplit aussi des missions administratives en Prusse, en Autriche et en Espagne. Il fut encore chambellan de l'Empereur, puis comte de l'Empire (21 décembre 1808).
Nommé pair aux Cent-Jours, le 2 juin 1815, il resta en dehors de toute fonction publique pendant la Restauration française.
Officier supérieur de la garde nationale parisienne après les journées de Juillet 1830, il fut promu pair de France le 19 novembre 1831, et siégea jusqu'à sa mort dans la majorité gouvernementale. Il est enterré au cimetière du Père-Lachaise (40e division).

## Récapitulatif

### Titre
- 1er comte Perregaux et de l'Empire (avec institution de majorat accordée par lettres patentes du 21 décembre 1808, à Madrid[3]).

### Distinctions
| Officier de la Légion d'Honneur |

- officier de la Légion d'honneur[réf. à confirmer][2][Quand ?]

### Armoiries
| Image | Armoiries |
| ----- | --- |
|       | Armes du comte Perregaux et de l'Empire Parti d'azur et de gueules, coupé d'argent ; le gueules à la bande échiquetée d'or et d'azur, l'argent aux trois chevrons de sable superposés.. |
|       | Armes de la famille Perregaux D'argent, à trois chevrons de sable.. |

## Ascendance et postérité
Fils de Jean-Frédéric Perregaux (1744-1808) et d'Adélaïde du Praël (vers 1758-1794), Alphonse Perregaux avait une sœur, Anne-Marie-Hortense (Paris, 18 octobre 1779 - Paris, 25 mai 1857), héritière du château de Viry-Châtillon (acheté par son père à Sartine), mariée, le 12 avril 1798 (divorcés en 1817), avec le maréchal d'Empire Auguste-Frédéric-Louis Viesse de Marmont (1774-1852), duc de Raguse, sans postérité.
- Alphonse épousa, le 20 novembre 1813, Adèle-Élisabeth (Saint-Germain-en-Laye, 31 janvier 1794 - 16 novembre 1822[5]), fille née du premier mariage du maréchal Macdonald (1765-1840), duc de Tarente avec Marie-Constance Jacob de Monloisir (1771-1797), dont il eut :
  - Alexandre-Alphonse Marie (Paris, 27 juillet 1814 - Tauris (Perse), 17 avril 1856), 2e comte de Perregaux, secrétaire d'ambassade, marié, le 22 janvier 1842 à Boulogne-sur-Mer, avec Louise Scholastique Adèle (?-8 janvier 1889 à Mussy-sur-Seine), fille d'Auguste Crétu, inspecteur des Douanes et Louise Feran[5], sans postérité ;
  - François-Charles-Édouard (1er novembre 1815 - Saint-Cyr (Indre-et-Loire), 30 mai 1898), 3e comte de Perregaux, officier de cavalerie, marié, en 1846 à Londres, avec Rose-Alphonsine Plessis  (1824-1847), dite Marie Duplessis (« La Dame aux camélias »), sans postérité ;
  - Adèle-Hortense-Albertine-Ernestine (Paris, 19 novembre 1821 - 19 mars 1834).

Note : Les trois enfants ajoutèrent la particule de à leur patronyme[réf. nécessaire].